# Alves Barbosa
Alves Barbosa, nome completo Antonio da Silva Alves Barbosa (Figueira da Foz, 24 dicembre 1931 – Figueira da Foz, 29 settembre 2018), è stato un ciclista su strada, pistard e ciclocrossista portoghese.
Professionista dal 1951 al 1961, vinse tre edizioni della Volta a Portugal e una tappa alla Vuelta a España.

## Biografia
Tra gli juniors, fu campione nazionale nel 1950. Passò professionista nel 1951, correndo per tutta la carriera nella Sangalhos; nella prima stagione si impose alla Volta a Portugal, ottenendo anche due successi di tappa. Nel 1952 vinse una tappa al Giro del Marocco, mentre nel 1954 fu campione nazionale sia su strada che su pista (nella velocità). Nel 1955 fu ancora campione del Portogallo su pista, e vinse sei tappe alla Volta a Portugal, che gli valsero la classifica a punti. Nel 1956 fu campione nazionale sia su strada che su pista, e si impose alla Volta a Portugal, dove vinse anche 10 tappe e le classifiche a punti e della montagna; con il decimo posto al Tour de France conseguì il miglior piazzamento per un portoghese fino a quel momento. Nel 1958 fu campione nazionale su pista e conquistò il terzo trionfo alla Volta, con 8 successi di tappa. Nel 1959 conquistò sette tappe alla Volta a Portugal e i campionati portoghesi su pista; nella stagione successiva fu campione nazionale di ciclocross e vinse due tappe al Giro del Marocco. Nel 1961, ultimo anno da professionista, bissò il titolo nazionale di ciclocross e vinse una tappa alla Vuelta a Andalucía ed una alla Vuelta a España. Partecipò a quattro edizioni del Tour de France e tre della Vuelta a España.

## Palmarès

### Strada
- 1950 (juniors, una vittoria)

Campionati portoghesi: Prova in linea juniors
- 1951 (Sangalhos, tre vittorie)

Prologo Volta a Portugal (Porto > Porto, cronometro)
3ª tappa Volta a Portugal (Vila do Conde > Vila Real)
Classifica generale Volta a Portugal
- 1952 (Sangalhos, una vittoria)

9ª tappa Giro del Marocco (Casablanca)
- 1954 (Sangalhos, una vittoria)

Campionati portoghesi: Prova in linea individuale
- 1955 (Rochet e Sangalhos, sei vittorie)

6ª tappa Volta a Portugal (Covilhã > Estremoz)
9ª tappa Volta a Portugal (Portimão > Setúbal)
11ª tappa Volta a Portugal (Alpiarça > Lisbona)
12ª tappa Volta a Portugal (Lisbona > Caldas da Rainha)
13ª tappa Volta a Portugal (Caldas da Rainha > Tomar)
15ª tappa Volta a Portugal (Sangalhos, cronometro)
- 1956 (Rochet e Sangalhos, dodici vittorie)

2ª tappa, 1ª semitappa Volta a Portugal (Porto > Águeda)
4ª tappa, 1ª semitappa Volta a Portugal (Lisbona > Grândola)
7ª tappa Volta a Portugal (Évora > Castelo Branco)
8ª tappa, 2ª semitappa Volta a Portugal (Trancoso > Macedo de Cavaleiros)
9ª tappa, 2ª semitappa Volta a Portugal (Vila Real > Porto)
10ª tappa, 1ª semitappa Volta a Portugal (Porto > Vila do Conde, cronometro)
10ª tappa, 2ª semitappa Volta a Portugal (Vila do Conde > Vila do Conde)
12ª tappa Volta a Portugal (Braga > Furadouro)
14ª tappa Volta a Portugal (Figueira da Foz > Alpiarça)
15ª tappa Volta a Portugal (Alpiarça > Lisbona)
Classifica generale Volta a Portugal
Campionati portoghesi: Prova in linea individuale
- 1958 (Sangalhos e Celta, nove vittorie)

1ª tappa, 2ª semitappa Volta a Portugal (Lisbona > Alpiarça)
8ª tappa Volta a Portugal (Setúbal > Lisbona)
12ª tappa Volta a Portugal (Guarda > Braganza)
16ª tappa, 2ª semitappa Volta a Portugal (Vila do Conde > Braga)
17ª tappa Volta a Portugal (Braga > Vila Nova de Gaia)
21ª tappa Volta a Portugal (Aveiro > Figueira da Foz)
22ª tappa, 1ª semitappa Volta a Portugal (Figueira da Foz > Figueira da Foz, cronometro)
23ª tappa Volta a Portugal (Leiria > Lisbona)
Classifica generale Volta a Portugal
- 1959 (Sangalhos e Celta, sette vittorie)

5ª tappa, 1ª semitappa Volta a Portugal (Loulé, cronometro)
5ª tappa, 2ª semitappa Volta a Portugal (Loulé, cronometro a squadre)
13ª tappa Volta a Portugal
14ª tappa Volta a Portugal (Braga > Vila do Conde)
15ª tappa, 1ª semitappa Volta a Portugal (Vila do Conde > Vila do Conde)
16ª tappa, 1ª semitappa Volta a Portugal (cronometro)
19ª tappa, 2ª semitappa Volta a Portugal (Alpiarça > Lisbona)
- 1960 (Sangalhos e Rapha, due vittorie)

1ª tappa Giro del Marocco (Casablanca > El Jadida)
6ª tappa Giro del Marocco (Marrakech > Marrakech)
- 1961 (Margnat, Sangalhos e Merlin, due vittorie)

4ª tappa Vuelta a Andalucía (Cordova > Siviglia)
9ª tappa Vuelta a España (Albacete > Madrid)

#### Altri successi
- 1951

Circuito da Malveira
- 1952

Prova Ciclistica 9 de Julho (San Paolo)
- 1953

Circuito da Malveira
- 1955

Prova Ciclistica 9 de Julho (San Paolo)
Volta ao Sul do Save
Classifica a punti Volta a Portugal
Circuito da Malveira
- 1956

Circuito de Curia
Circuito dos Campeões (Figueira da Foz)
Circuito da Malveira
Classifica a punti Volta a Portugal
Classifica GPM Volta a Portugal
- 1957

Circuito de Curia
Circuito de Lisboa
Criterium di Porto
Circuito de Santo Tirso
- 1958

Circuito de Alpiarça
Circuito de Curia
Circuito dos Campeões (Figueira da Foz)
Criterium di Figueira
Circuito Grandolense
1ª tappa Porto-Viseu-Porto
- 1959

Circuito de Alenquer
Circuito das Vindimas (Alfeizerão)
Circuito de Fafe
Circuito de Famalicão
Circuito de Vila da Feira
2ª tappa GP Cidla
4ª tappa GP Cidla
5ª tappa GP Cidla
Classifica generale GP Cidla
Circuito da Malveira
Criterium di Narbonne
Circuito de Rio Maior
Circuito de Santo Tirso
Classifica a punti Volta a Portugal
Classifica sprint Volta a Portugal
2ª tappa, 1ª semitappa Grande Prémio Vilar (Sangalhos)
2ª tappa, 2ª semitappa Grande Prémio Vilar (Curia)
3ª tappa, 1ª semitappa Grande Prémio Vilar (Curia > Luso)
7ª tappa, 1ª semitappa Grande Prémio Vilar (Guarda > Tabuaço)
- 1960

Circuito da Malveira
3ª tappa, 1ª semitappa Grande Prémio Vilar (Ovar > Sangalhos)
4ª tappa, 1ª semitappa Grande Prémio Vilar (Alpiarça > Lisbona)
4ª tappa, 2ª semitappa Grande Prémio Vilar (Lisbona > Lisbona, cronometro)
5ª tappa Grande Prémio Vilar (Lisbona > Castelo Branco)
7ª tappa Grande Prémio Vilar (Guarda > Vila Real)
8ª tappa, 2ª semitappa Grande Prémio Vilar (Vila do Conde > Vila do Conde)
9ª tappa, 1ª semitappa Grande Prémio Vilar (Vila do Conde > Pousada de Saramagos, cronometro)
9ª tappa, 2ª semitappa Grande Prémio Vilar (Pousada de Saramagos > Porto)
Classifica generale Grande Prémio Vilar
1961
Circuito de Vila da Feira
Circuito dos Campeões (Figueira da Foz)
2 Dias da Figueira da Foz

### Pista
- 1954

Campionati portoghesi: Velocità
- 1955

Campionati portoghesi: Velocità
- 1956

Campionati portoghesi: Velocità
- 1958

Campionati portoghesi: Velocità
- 1959

Campionati portoghesi: Velocità

### Ciclocross
- 1960

Campionati portoghesi
- 1961

Campionati portoghesi

## Piazzamenti

### Grandi Giri
- Tour de France

1956: 10º
1957: ritirato (17ª tappa)
1958: 76º
1960: 65º
- Vuelta a España

1957: 17º
1958: 16º
1961: 18º

### Classiche monumento
- Parigi-Roubaix

1957: 98º